# Oneida (New York)
Oneida è una città degli Stati Uniti d'America situata nello Stato di New York e in particolare nella contea di Madison.